# 圣马可修道院 (耶路撒冷)

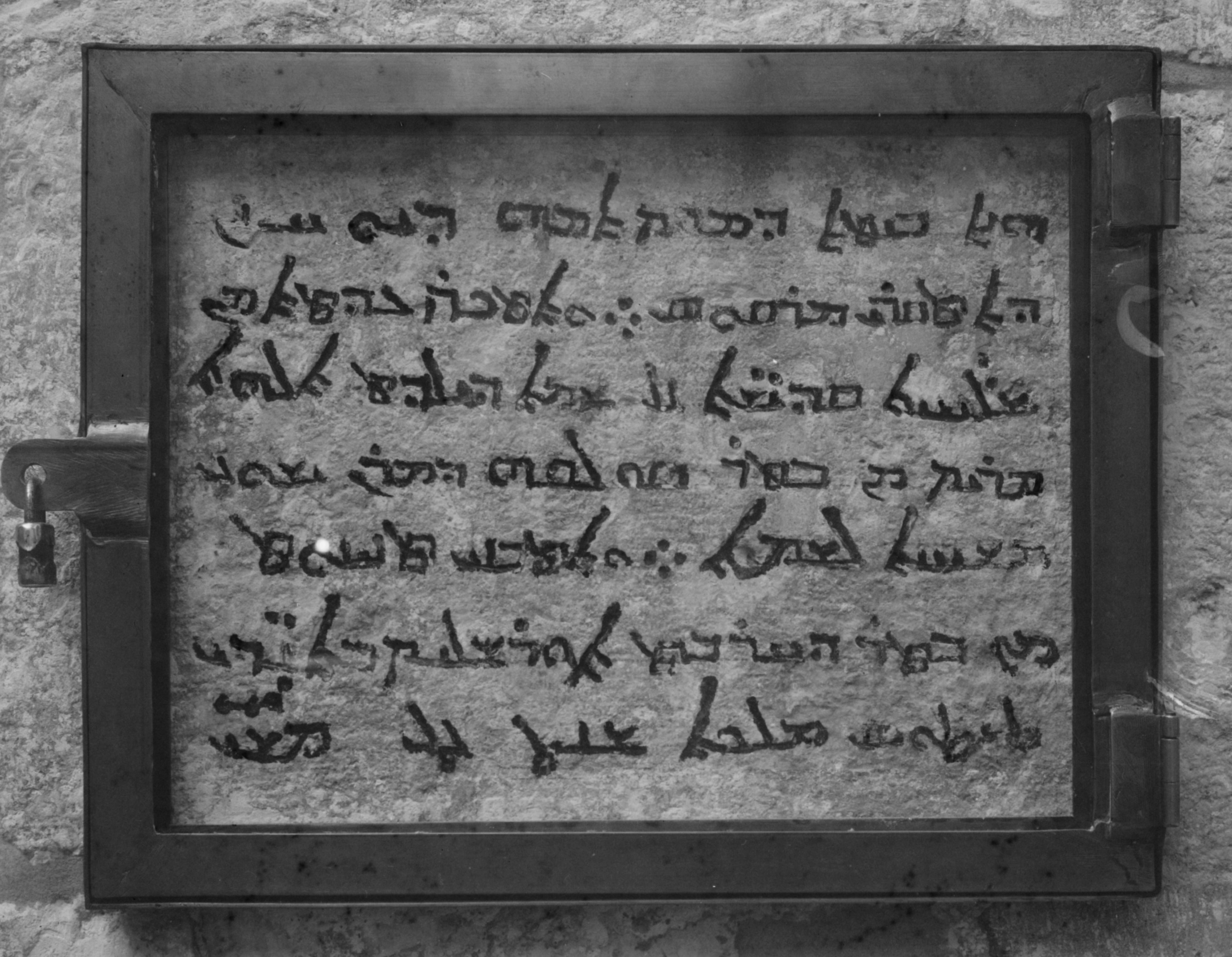
铭文

圣马可修道院是叙利亚正教会在耶路撒冷的一座修道院。6世纪的铭文表明，这是马可的母亲玛利亚的房子（使徒行传 12:12），基督与他的门徒进最后的晚餐的地方。

修道院内保存了一块耶稣被钉的十字架，还有许多圣徒的圣髑，玛利亚的洗礼池，以及使徒圣路加所画的圣母像。许多古代的朝圣者从西方和东方来此朝圣。
这里是叙利亚正教会社区的中心。在公元6世纪，他们遭到迫害。圣马可修道院曾多次重建：公元6世纪，1009年，1718年，1791年，1833年，1858年和1940年。

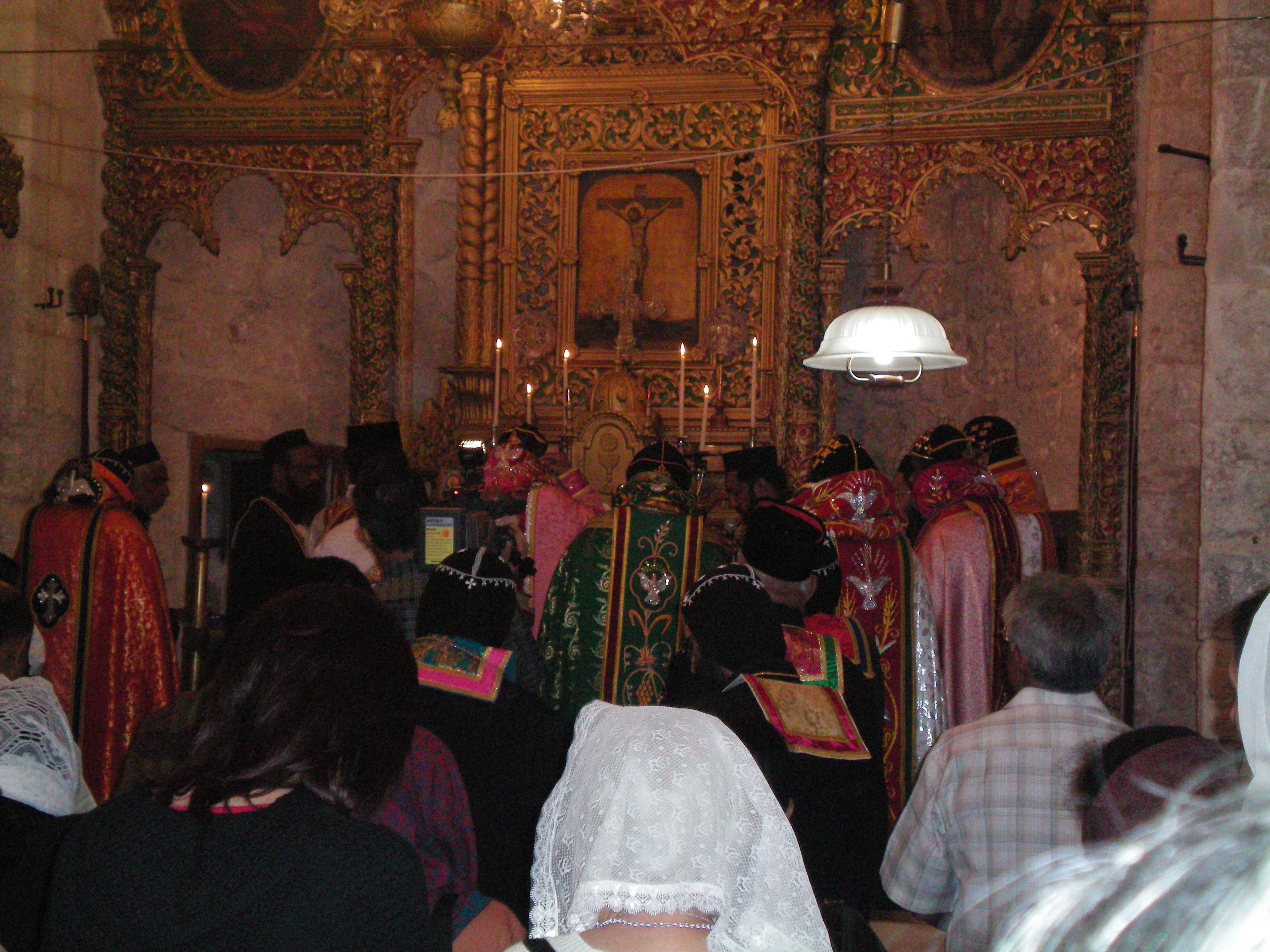
弥撒